# Бибра (Йена)
Бибра (нем. Bibra) — община в Германии, в земле Тюрингия.
Входит в состав района Заале-Хольцланд. Подчиняется управлению Зюдлихес Залеталь. Население составляет 259 человек (на 31 декабря 2010 года). Занимает площадь 4,38 км².